# ریزبرگ‌ها و درشت‌برگ‌ها
ریزبرگ‌ها و درشت‌برگ‌ها (انگلیسی: Microphylls and megaphylls) در کالبدشناسی و فرگشت گیاه، ریزبرگ نوعی برگ گیاهی با یک رگبرگ منفرد و بدون انشعاب است. گیاهان با برگ‌های ریزبرگ در اوایل تاریخ فسیلی وجود دارند و امروزه تعداد کمی از این گیاهان وجود دارد. در مفهوم کلاسیک ریزبرگ، رگبرگ از ستون آوندی بیرون می‌آید بدون اینکه شکافی از برگ باقی بماند. شکاف‌های برگ، نواحی کوچکی در بالای گره برخی از برگ‌ها هستند که در آن بافت آوندی وجود ندارد، زیرا همگی به سمت برگ منحرف شده‌است. در مقابل، درشت‌برگ‌ها دارای رگبرگ‌های متعدد در داخل برگ و شکاف‌های برگ در بالای آنها در ساقه هستند.

## آوندهای برگ
پنجه‌گرگ‌ویسان و دم اسبی دارای ریزبرگ هستند، زیرا در همه گونه‌های موجود تنها یک اثر آوندی در هر برگ وجود دارد. این برگ‌ها باریک هستند زیرا عرض تیغه توسط فاصله محدود می‌شود. علیرغم نام آنها، ریزبرگ‌ها همیشه کوچک نیستند: طول آنها در علف شهپر به ۲۵ سانتی‌متر می‌رسد و پولک‌درخت منقرض شده دارای ریزبرگ‌هایی به‌طول ۷۸ سانتی‌متر است.

## فرگشت

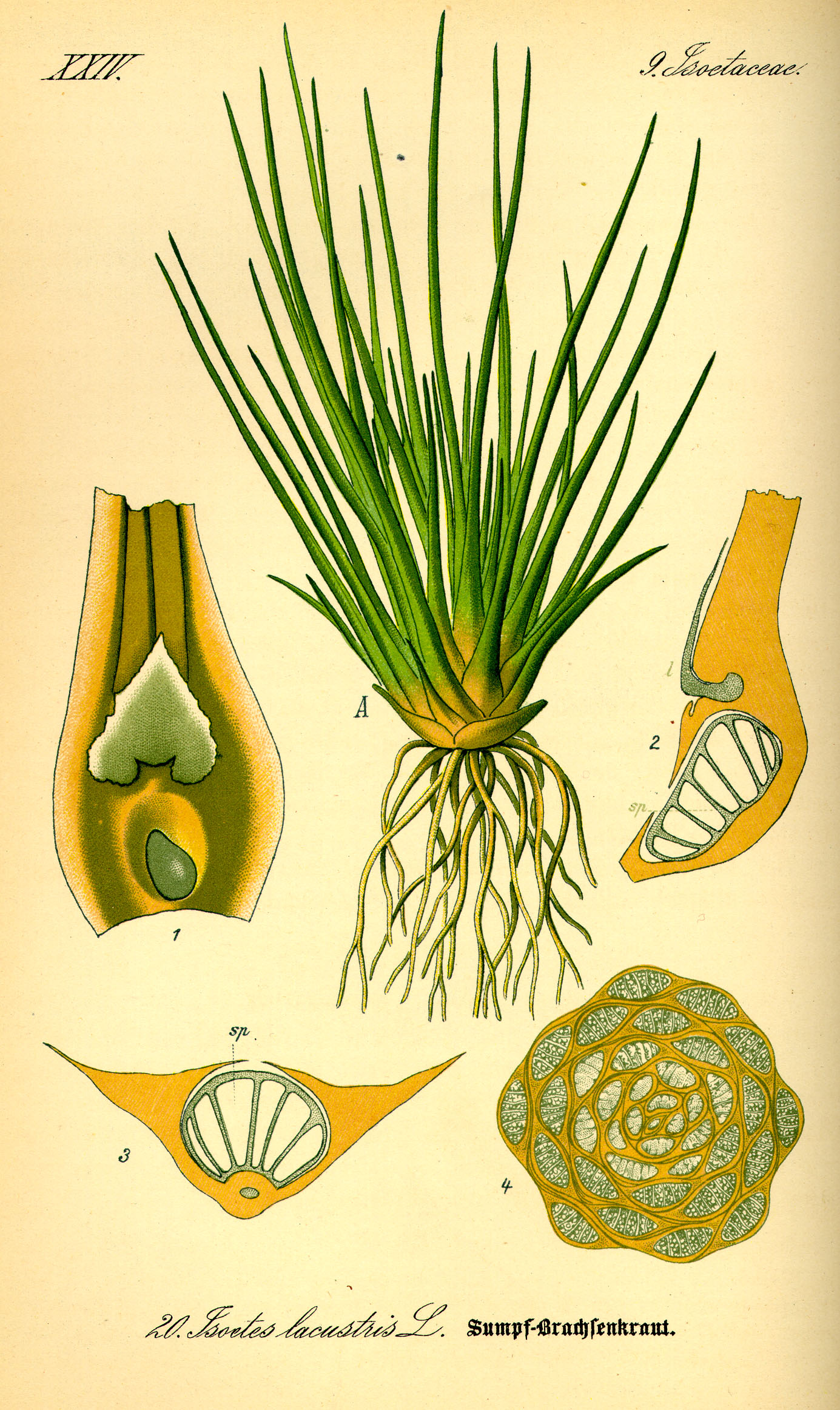
ریزبرگ‌ها حاوی یک اثر آوندی هستند.

نظریه فرگشت ریزبرگ‌ها بیان می‌کند که برآمدگی‌های کوچک یا اینیشن‌ها (Enation) از سمت ساقه‌های اولیه (مانند آنهایی که در برگ‌دان‌دان (Zosterophyll) یافت می‌شوند) ایجاد شده‌اند. برون‌آمدگی‌های ستون آوندی (رگ‌برگ‌های مرکزی) بعداً به‌سوی اینیشن‌ها پدیدار شدند (مانند Asteroxylon), و در نهایت به رشد کامل در برگ برای تشکیل رگبرگ میانی ادامه دادند (مانند Baragwanathia).
به‌نظر می‌رسد که سابقه فسیلی این ویژگی‌ها را به این ترتیب نشان می‌دهد، اما این ممکن است تصادفی باشد، زیرا سابقه ناقص است. در عوض، نظریه تِلوم پیشنهاد می‌کند که هم ریزبرگ‌ها و هم درشت‌برگ‌ها از کاهش منشأ می‌گیرند. ریزبرگ‌ها با کاهش یک شاخه تلوم منفرد، و درشت‌برگ‌ها با فرگشت از بخش‌های منشعب از یک تلوم.
با این حال، مدل‌های فرگشتی ساده‌نگر به‌خوبی با روابط فرگشتی مطابقت ندارند. برخی از جنس‌های سرخس، برگ‌های پیچیده‌ای را نشان می‌دهند که با رشد دسته آوندی به شبه آوندی متصل می‌شوند و هیچ شکافی در برگ باقی نمی‌گذارند. دم اسب فقط یک رگبرگ دارد و به‌نظر می‌رسد که ریزبرگ باشد. با این حال، سوابق فسیلی نشان می‌دهد که اجداد آنها برگ‌هایی با رگبرگ‌های پیچیده داشتند و وضعیت فعلی آنها نتیجه ساده‌سازی ثانویه است. برخی از بازدانگان سوزن‌هایی با تنها یک رگبرگ دارند، اما این سوزن‌ها بعداً از گیاهان با برگ‌های پیچیده فرگشت یافته‌اند.
مورد جالب پسیلوتوم است که دارای یک ستون آوندی (ساده) و اینیشن‌های عاری از بافت عروقی است. برخی از گونه‌های پسیلوتوم دارای یک اثر عروقی منفرد هستند که به پایه‌های آن ختم می‌شود. در نتیجه، مدتها تصور می‌شد که پسیلوتوم یک «فسیل زنده» است که نزدیک به گیاهان اولیه زمین (Rhyniophyte) است. با این حال، تجزیه و تحلیل ژنتیکی نشان داده‌است که پسیلوتوم یک سرخس کاهش یافته‌است.
مشخص نیست که آیا شکاف‌های برگ یک صفت هم‌ساخت‌شناسی جانداران درشت‌برگ هستند یا بیش از یک بار فرگشت یافته‌اند.

در حالی که تعاریف ساده (ریزبرگ‌ها: یک رگبرگ، درشت‌برگ‌ها: بیش از یک رگبرگ) هنوز هم می‌توانند در گیاه‌شناسی مدرن استفاده شوند، رمزگشایی تاریخ فرگشت دشوارتر است.

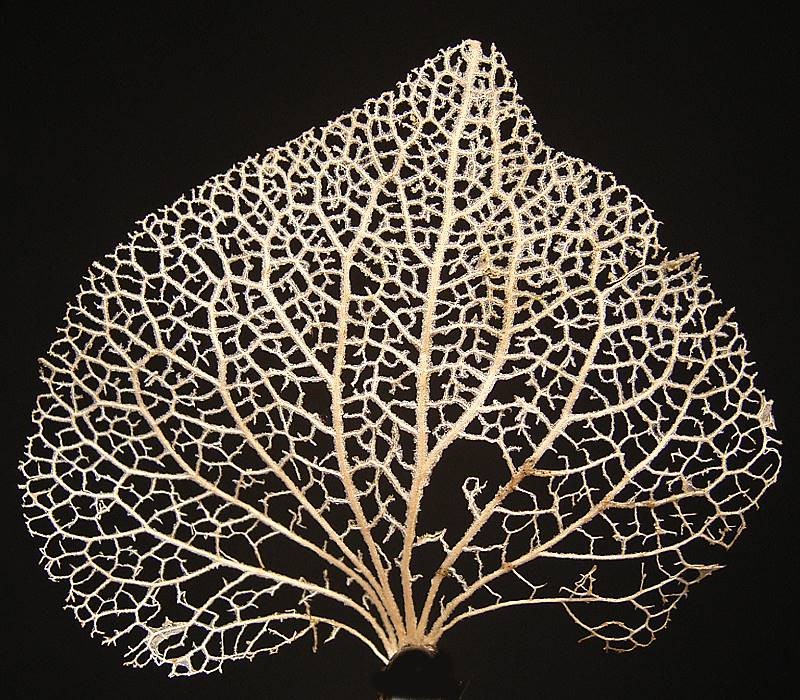
درشت‌برگ‌ها شبکه پیچیده‌ای از رگبرگ‌ها دارند.
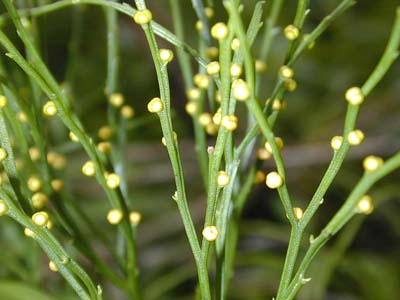
پسیلوتوم به‌طور ثانویه برگ‌های خود را از دست داده‌است و دارای گونه‌هایی شبیه به ریزبرگ‌های گیاهان اولیه زمین است.